# Đau mắt đỏ
Đau mắt đỏ (hay còn gọi là viêm kết mạc) là tình trạng nhiễm trùng mắt thường gặp do vi khuẩn hoặc virus gây ra hoặc phản ứng dị ứng với triệu chứng đặc trưng là đỏ mắt. Bệnh thường khởi phát đột ngột (cấp tính), lúc đầu ở một mắt sau lây sang mắt kia. Bệnh đau mắt đỏ rất dễ mắc, dễ lây lan ra cộng đồng qua đường hô hấp hay tiếp xúc trực tiếp hoặc gián tiếp với dịch rỉ mắt của người bệnh. Bệnh dễ gây thành dịch và một người có thể bị đau mắt đỏ nhiều lần do đó cần phải giữ vệ sinh thật tốt để kiểm soát tránh lây lan bệnh cho mình và những người xung quanh. Một chứng bệnh khá phổ biến là Viêm kết mạc mùa xuân là một bệnh do dị ứng ở mắt, thường thấy ở trẻ em từ 5-20 tuổi xảy ra ở những vùng có 4 mùa rõ rệt, khi hậu khô, nóng và thường xuất hiện vào mùa xuân nên được gọi là viêm kết mạc mùa xuân. Tuy nhiên hiện nay do vấn đề ô nhiễm không khí rất phổ biến nên bệnh cũng có thể gặp quanh năm.

## Tổng quát
Đau mắt đỏ là bệnh gặp phổ biến, xảy ra ở mọi lứa tuổi và thường gia tăng khi thời tiết chuyển mùa, triệu chứng ban đầu của bệnh là nóng rát mắt, đau, có cảm giác cộm mắt, nhìn mờ, mi mắt sưng nề, chảy nước mắt. Những dấu hiệu sớm có thể nhận biết là mắt cộm, đỏ, ngứa, chảy nước mắt, có thể bị sốt nhẹ. Vì đau mắt đỏ có nguy cơ lây nhiễm cao trong vòng 2 tuần từ khi bị bệnh nên việc chẩn đoán và điều trị sớm là rất quan trọng. Thời gian ủ bệnh đau mắt đỏ thường từ 5-10 ngày.
Bệnh do virus gây nên, lây lan tương đối nhanh. Đa số trường hợp tự hết sau 7 đến 14 ngày nhưng thông thường bệnh thường sẽ khỏi sau 1 tuần. Tuy nhiên, nếu không được điều trị kịp thời, điều trị đúng chỉ định có thể gây nhiều biến chứng như viêm giác mạc, dẫn tới suy giảm thị lực sau này. Có trường hợp tự chữa không đúng cách, bệnh có thể kéo dài hơn, có trường hợp bị bệnh 10 ngày đến khám mà mắt vẫn đỏ và phải điều trị cũng phải mất từ 1 đến 3 tuần mới khỏi. Một số ít trường hợp có biến chứng giác mạc.
Đau mắt đỏ dễ lây lan có thể gây thành đại dịch, có thể bắt nguồn khi một người trong gia đình mắc có thể lây ra cả nhà rồi lây lan ra cả cộng đồng, nhất là những nơi tập trung đông người như cơ quan, trường học. Bệnh thường kéo dài vài ngày, có thể đến vài tuần, bệnh này dễ lây lan và khiến mọi sinh hoạt đều khó khăn, cuộc sống đảo lộn. Dịch thường xuất hiện vào tháng 6-7, hoặc chậm hơn thì bắt đầu vào dịch đau mắt đỏ bắt đầu từ đầu tháng 9 do thời tiết ẩm thấp, thuận lợi cho sự phát triển và lây lan của vi rút. Thông thường những năm, dịch chỉ kéo dài khoảng 1 tuần rồi qua đi. Những ghi nhận khác cho thấy bệnh hay xuất hiện vào mùa nước lụt, độ ẩm cao, khí hậu thất thường, đến tháng 11 gió mùa thì lại hết. Mùa mưa là thời điểm dịch đau mắt có nguy cơ bùng phát mạnh và bệnh lây lan nhanh trong cộng đồng.
Bệnh không có thuốc điều trị đặc hiệu, việc chữa trị chỉ có tác dụng hỗ trợ giúp bệnh nhân nhanh khỏi, giảm triệu chứng, chỉ có thể dựa vào chăm sóc, giữ gìn vệ sinh cẩn thận thì sau 6-10 ngày, virus sẽ tự hết, người bệnh mới có khả năng khỏi. Nên áp dụng tốt các biện pháp phòng để tránh mắc bệnh và gặp khó khăn khi điều trị. Mặc dù vậy, bệnh sẽ gây nhiều biến chứng nguy hiểm nếu bệnh nhân tự ý dùng thuốc như gây giảm thị lực, sẹo giác mạc, nhất là thuốc chứa corticoid, nhiều bệnh nhân tự ý mua về sử dụng có thể dẫn đến biến chứng nguy hiểm, thậm chí mù lòa.

## Nguyên nhân
Nguyên nhân của bệnh đau mắt đỏ là do virus Adenovirus hoặc do nhiễm trùng nhưng đa phần là do virus. Trong đó 65%-90% nguyên nhân là do virus Adenovirus, ngoài ra có thể là virus Enterovirus. 
Đau mắt đỏ cấp do virus gặp sau khi bị sốt virus, viêm phổi cấp hoặc sau sởi, hoặc bị nhiễm virus simplex hoặc herpes zoster. Đau mắt đỏ do vi khuẩn gây ra như liên cầu, tụ cầu, phế cầu, với những trường hợp đau mắt do virus, có thể lây qua nhiều đường nhưng đặc biệt nguy hiểm và nhanh nhất là lây qua hệ hô hấp.
Đau mắt đỏ do lậu gặp ở trẻ sơ sinh do lây truyền từ mẹ sang con là một bệnh rất nguy hiểm có thể gây biến chứng nặng nề nếu không được điều trị kịp thời. Bên cạnh đó, thời tiết nắng nóng chuyển qua mưa, độ ẩm không khí tăng cao, môi trường nhiều khói bụi, điều kiện vệ sinh kém, sử dụng nguồn nước ô nhiễm là điều kiện thuận lợi cho bệnh phát triển và bùng phát thành dịch, khi giao mùa, cơ thể con người, nhất là những người nhạy cảm với thời tiết, dễ mệt mỏi, hệ thống miễn dịch hoạt động yếu nên virus tấn công dễ dàng hơn.
Bệnh đau mắt đỏ không lây khi nhìn nhau. Trung gian truyền bệnh chính là nước mắt của bệnh nhân đau mắt đỏ do nước mắt này có chứa virus. Bệnh đau mắt đỏ lây qua những hạt tiết tố nhỏ li ti, khi bệnh nhân ho hoặc nhảy mũi và qua những vật dụng nhiễm nguồn bệnh (nắm tay cửa, điện thoại, khăn...) đồng thời qua nước bị nhiễm khuẩn (ví dụ như nước hồ bơi). Bệnh đau mắt đỏ rất dễ trở thành dịch và khả năng lây lan do tiếp xúc trực tiếp với người bị bệnh qua nhiều đường như hô hấp, nước bọt, qua tay, qua cầm nắm chạm vào những đồ vật, đồ dùng cá nhân của nguồn bệnh như khăn mặt, chậu rửa mặt hay lây qua thói quen hay dụi mắt, sờ vào mũi, vào miệng Công sở, lớp học, nơi công cộng là những môi trường khiến bệnh lây lan rộng rãi.

## Triệu chứng

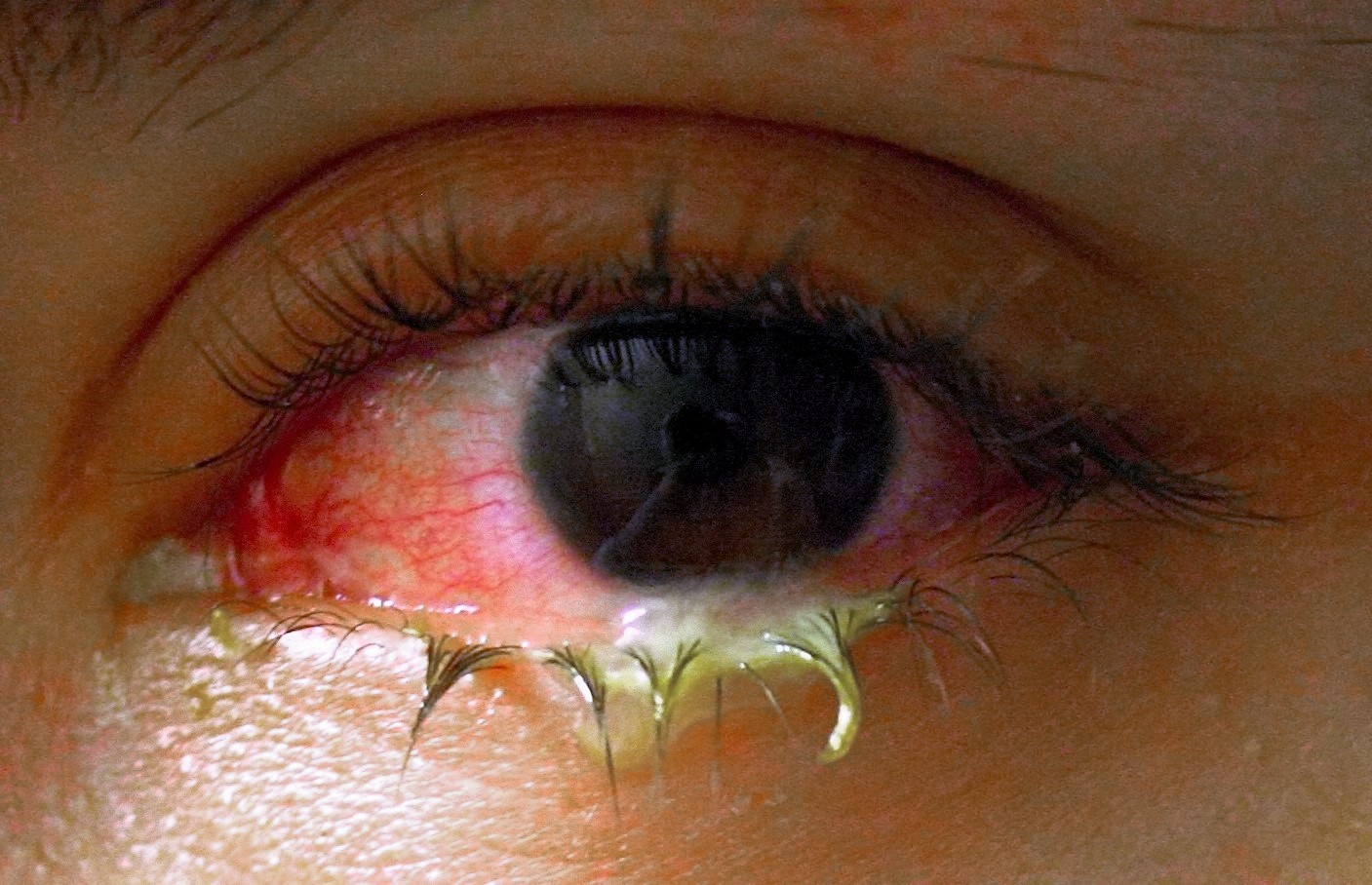
Ghèn vàng ở mắt là triệu chứng dễ nhận thấy của bệnh đau mắt đỏ

Bệnh đau mắt đỏ được biểu hiện bằng mắt đỏ và có ghèn. Người bệnh thường đỏ một mắt trước, sau đó lan qua mắt thứ hai. Ghèn thường là nước trong hoặc ghèn màu vàng. Triệu chứng thường gặp là người bị nhiễm bệnh thường bắt đầu khi mắt cảm thấy khó chịu, sau đó cộm như có cát trong mắt, mắt nhiều dử, buổi sáng ngủ dậy hai mắt khó mở do nhiều dử dính chặt. Dử mắt có thể màu xanh hoặc vàng tùy tác nhân gây bệnh. Hai mi mắt sưng nề, mọng, mắt đỏ do cương tụ mạch máu. Một số trường hợp viêm kết mạc có giả mạc (giả mạc là lớp màng dai trắng khi lật mi mới thấy) thường lâu khỏi hơn các trường hợp khác. Khi bị đau mắt đỏ, người bệnh có cảm giác mệt mỏi, sốt, đau họng, mắt nhức đau, nổi cộm, chảy nước mắt, đỏ, nhiều gỉ mắt, đau họng, ho, tai xuất hiện hạch.
Đặc biệt, mắt cảm thấy nhức đau, nổi cộm, chảy nước mắt, đỏ, nhiều gỉ mắt, nhất là sau khi ngủ dậy mắt khó mở vì nhiều gỉ quanh mắt. Bệnh nhân vẫn nhìn thấy bình thường, thị lực không suy giảm. Một số người bệnh còn có biểu hiện toàn thân sốt nhẹ, viêm mũi- họng, nổi hạch trước tai, sợ ánh sáng, mỗi khi nuốt nước bọt họng đau và nổi hạch. Một số ít trường hợp có thể có xuất huyết dưới kết mạc hoặc có giả mạc. Đôi khi có đau hạch sau tai, viêm họng, sốt nhẹ và mỏi mệt. Bệnh nhân đau mắt đỏ có cảm giác cộm, xốn tại mắt giống như có cát, mắt khó chịu, đau nhẹ và mờ thoáng qua. Bệnh nhân bị đau mắt đỏ có thể kèm theo hiện tượng viêm họng hạch hoặc đôi khi có hạch ở tay.
Thông thường ban đầu người bệnh chỉ là mắt cộm, đỏ, ngứa, chảy nước mắt, bệnh nhân vẫn nhìn thấy bình thường, thị lực không suy giảm. Nếu để nặng hơn, bệnh nhân có thể bị phù mắt đỏ, có màng trong mắt. Chẩn đoán viêm kết mạc cấp thường dễ nhận thấy khi có các triệu chứng như trên. Trong viêm kết mạc cấp thị lực của người bệnh không giảm trừ khi có biến chứng viêm giác mạc. Ở thể nặng hơn, bệnh nhân có thể bị phù mắt đỏ, có màng trong mắt.
Một số dấu hiệu có thể nhận biết là:
- Chảy nhiều nước mắt
- Mẩn đỏ, ngứa và sưng mắt
- Đau liên tục trong mắt (cảm giác cộm mắt)
- Khó chịu với ánh sáng
- Có chất dịch màu trắng rõ ràng (nếu là đau mắt do nhiễm virus hoặc dị ứng)
- Có dử mắt màu vàng và màu xanh lục từ mắt (do nhiễm khuẩn)
- Bệnh nhân đau mắt đỏ có cảm giác cộm, xốn tại mắt giống như có cát, mắt khó chịu, đau nhẹ và mờ thoáng qua[2].

## Phòng ngừa

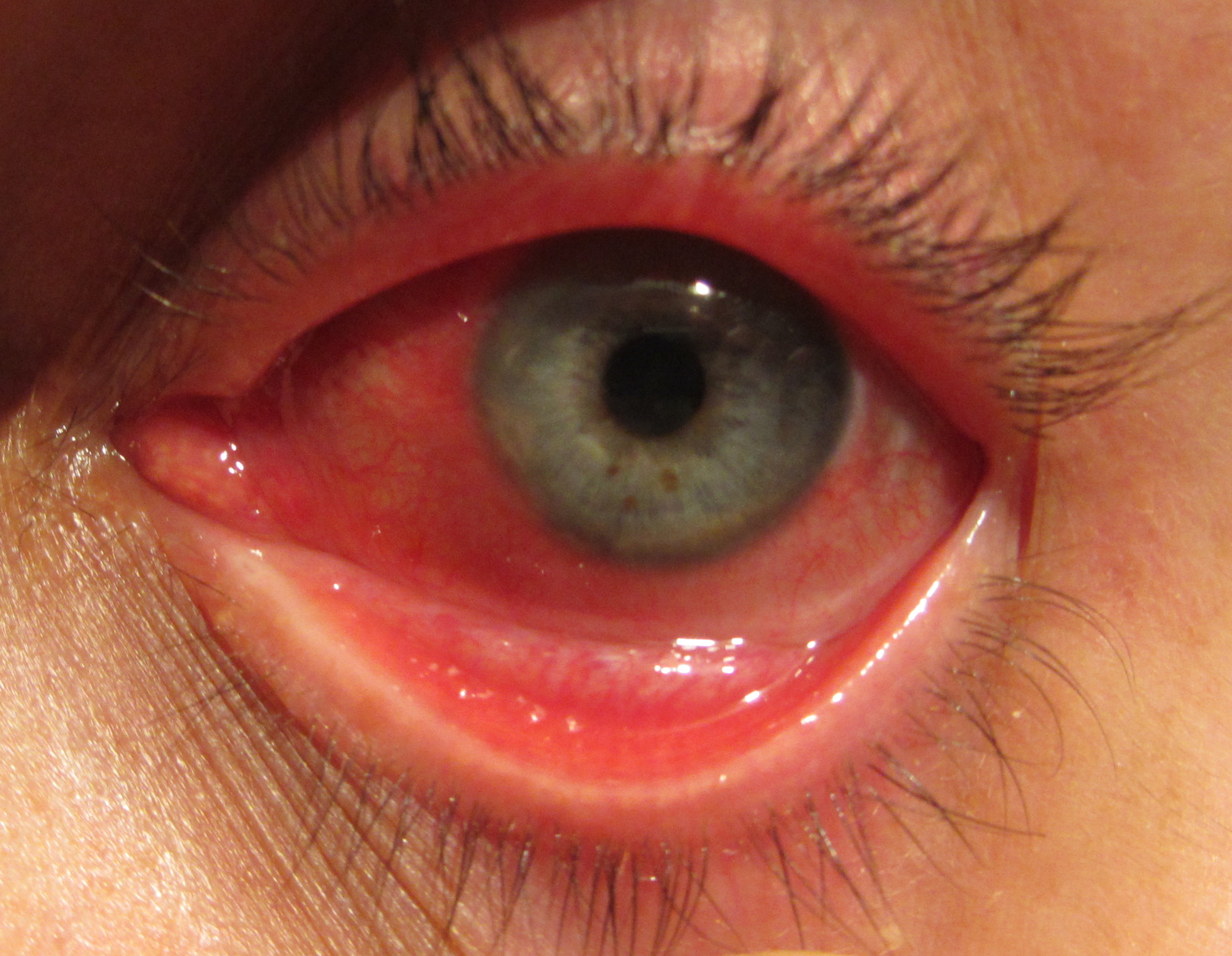
Bệnh đau mắt đỏ không lây lan qua ánh mắt khi nhìn nhau mà tác nhân chính là nước mắt chứa virus và qua đường hô hấp

Đau mắt đỏ tuy là một bệnh cấp tính, triệu chứng rầm rộ, dễ lây nhưng thường lành tính ít để lại di chứng, tuy nhiên bệnh thường gây ảnh hưởng nhiều đến sinh hoạt, học tập và lao động, có không ít trường hợp bệnh kéo dài và có biến chứng xấu ảnh hưởng thị lực sau này nên mọi người luôn có ý thức phòng bệnh tốt và cần được can thiệp kịp thời khi bị mắc bệnh, đau mắt đỏ là một loại bệnh mà phòng bệnh tốt và đơn giản hơn nhiều chữa bệnh và phòng bệnh vệ sinh tốt là cách tốt nhất để kiểm soát lây lan đau mắt đỏ.
Để phòng bệnh, cần vệ sinh cá nhân thường xuyên, rửa tay bằng dung dịch sát khuẩn, chú ý không dùng chung khăn rửa mặt, chậu rửa, và nhất là lọ thuốc nhỏ mắt. Dùng riêng khăn, chậu rửa mặt khi bị bệnh để tránh lây lan sang người khác. Ngay cả khi cả nhà cùng bị đau mắt đỏ cũng không dùng chung lọ thuốc nhỏ mắt. Tránh dụi tay vào mắt và đặc biệt không đi bơi trong giai đoạn có dịch. Có khuyến cáo mọi người trong gia đình tránh ôm ấp khi trẻ em bị bệnh, nên ngủ riêng hoặc ngủ khác gối. Không dùng chung đồ đạc với người đau mắt, không tiếp xúc trực tiếp (trò chuyện) với người đau mắt. Hạn chế đến chỗ đông người đặc biệt là nguồn dịch. Tránh dụi tay vào mắt. Hạn chế bơi lội trong giai đoạn phát dịch
Để phòng bệnh nên tránh tiếp xúc những vật dụng dễ nhiễm nguồn bệnh (nước mắt có chứa virus của bệnh nhân). Rửa tay với xà phòng diệt khuẩn là một biện pháp phòng bệnh rất hữu hiệu. Không tự dùng thuốc nhỏ có chất "Dexa" hoặc những thuốc cổ truyền vì có thể sẽ dễ gây biến chứng tại mắt, nhiều người tự mua thuốc chứa corticoid về nhỏ mà không biết dùng nhiều có thể gây suy giảm miễn dịch, khiến thời gian điều trị lâu hơn. Bệnh nhân đau mắt đỏ chưa đến mức phải dùng corticoid, nếu lạm dụng có thể dẫn đến biến chứng nguy hiểm, thậm chí mù mắt. Không tự ý mua thuốc tra nhỏ hoặc dùng thuốc của người khác tra nhỏ khi bị bệnh. Không tự đắp lá trầu, lá dâu vào mắt hoặc những thuốc dân gian như đắp ếch nhái, lá nha đam, xông lá trầu… vì có thể gây nhiễm trùng nặng thêm.

## Điều trị
Khi bị đau mắt đỏ cấp phải đi khám tại cơ sở chuyên khoa mắt, không được tự ý mua thuốc tra nhỏ. Điều trị có hiệu quả nhất khi tìm được nguyên nhân gây bệnh. Có thể dùng nước muối sinh lý 0,9% hay nước mắt nhân tạo để rửa trôi mầm bệnh, rửa trôi chất tiết và gỉ mắt, làm dịu đôi mắt đang cộm rát khó chịu. Nếu viêm kết mạc do vi khuẩn, dùng các thuốc rửa mắt như nước muối 0,9%, sau đó tra dung dịch kháng sinh và mỡ kháng sinh như tobramyxin, ofloxaxin… có thể uống thêm thuốc giảm phù. Nếu viêm kết mạc do virus thường dùng kháng sinh tra mắt để phòng bội nhiễm chứ kháng sinh không diệt được virus. Trong trường hợp viêm kết mạc có giả mạc phải bóc giả mạc trước khi tra thuốc để thuốc ngấm tốt hơn.
Một khi đã được chẩn đoán là đau mắt đỏ cần thực hiện các bước sơ trị và những công việc khác để chữa trị, phòng ngừa lây lan như sau: 
- Không dụi mắt bằng tay

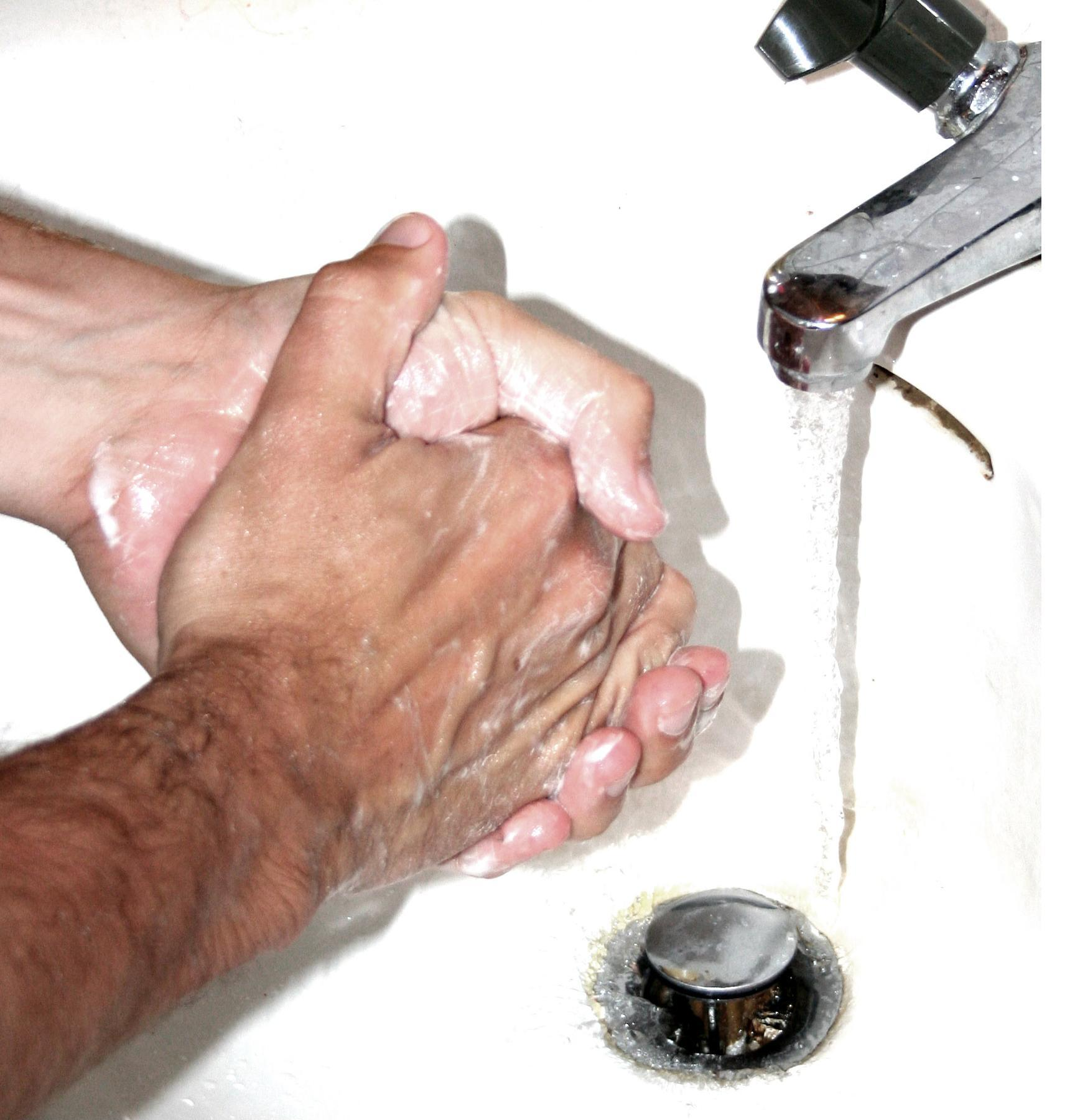
Khi đau mắt đỏ phải rửa tay thường xuyên bằng xà phòng không dùng chung thuốc nhỏ mắt và không dụi tay vào mắt

- Rửa mặt ít nhất 3 lần/ngày bằng nước sạch, khăn sạch, riêng. Giặt khăn bằng xà phòng, phơi khăn ngoài nắng.
- Rửa tay kỹ và thường xuyên với nước ấm, nhất là trước và sau khi tra thuốc nhỏ mắt.
- Rửa mắt hàng ngày bằng nước muối sinh lý (sáng, trưa, tối).
- Lau rửa dịch dử mắt 2 lần một ngày bằng khăn giấy hoặc cotton ẩm, sau đó vứt ngay.
- Giặt ga giường, vỏ gối, khăn tắm trong nước tẩy và ấm.
- Tránh dùng chung các vật dụng như khăn mặt, chậu rửa.
- Không tra vào mắt lành thuốc nhỏ của mắt đang bị nhiễm khuẩn.
- Có thể làm dịu khó chịu bằng cách đắp khăn ấm lên mắt bị đau. Ngâm một miếng vải sạch trong nước ấm và vắt nước trước khi đặt nó nhẹ nhàng lên mắt đau.
- Rửa mặt và mắt bằng xà phòng nhẹ hoặc dầu gội đầu trẻ em, rửa với nước để loại bỏ chất kích thích.
- Với đau mắt đỏ dị ứng, tránh dụi mắt vì làm thế không giảm được ngứa. Thay vì việc đó nên đắp một miếng gạc lạnh để làm dịu. Cũng có thể dùng thuốc tra mắt không kê đơn như Naphcon-A hoặc Opcon-A, chứa kháng histamin và tác nhân gây co mạch.
- Thuốc không cần kê đơn có thể giúp giảm ngứa và bỏng rát mắt do chất kích thích. Cần chú ý là thuốc tra mắt cũng có thể gây kích thích mắt do đó cần dừng thuốc đó ngay.
- Người bệnh cần được nghỉ ngơi, điều trị cách ly, dùng thuốc theo đơn của thầy thuốc nhãn khoa. Nếu bệnh không thuyên giảm sau 5-7 ngày phải đến khám lại (tái khám).
- Cần tăng cường bổ sung chất dinh dưỡng, hoa quả, vitamin và khoáng chất tăng sức đề kháng để nhanh lành bệnh hơn.
- Người bệnh cần uống nhiều nước, nghỉ ngơi, tránh khói bụi, đeo kính mát.
- Người chưa mắc bệnh cần hạn chế tối đa tiếp xúc với người bệnh, khi tiếp xúc nên có khẩu trang. Trong nhà có người mắc bệnh cần hạn chế ngủ chung giường với người bệnh trong thời gian đau mắt đỏ và sau khi khỏi bệnh ít nhất 1 tuần.
- Nếu trẻ bị bệnh nên để ở nhà, không đưa đến nhà trẻ trường học hoặc nơi đông người trong thời gian bị bệnh.
- Nếu nhiều người trong gia đình bị đau mắt đỏ thì mỗi người dùng riêng một chai thuốc nhỏ. Việc dùng chung một chai thuốc sẽ khiến bệnh có thể diễn tiến nặng thêm.
- Nếu trẻ bị đau mắt (thông thường sẽ bị 1 bên mắt trước), cha mẹ cần chăm sóc bé thật cẩn thận, tránh nhiễm bệnh cho mắt còn lại. Cho bé nằm nghiêng một bên, nhỏ mắt rồi dùng gạc y tế lau ngay gỉ và nước mắt chảy ra khi vệ sinh mắt (áp dụng tương tự với người lớn)
- Trước khi vệ sinh mắt, người bệnh (cha mẹ của người bệnh) cần vệ sinh tay chân thật sạch sẽ. Rửa tay thường xuyên bằng xà phòng diệt khuẩn có tác dụng tốt hạn chế virus đau mắt đỏ lây lan cho người khác.
- Khi thấy bệnh nặng hơn, mắt mờ đi, bạn cần tới ngay bệnh viện để được bác sĩ thăm khám. Nếu bệnh không kịp thời được điều trị, chăm sóc cẩn thận, người bệnh sẽ bị giảm thị lực, gây sẹo.
- Người bệnh cần được nghỉ ngơi, hạn chế giao tiếp tránh lây lan cho người khác, trẻ nên được ở nhà, không đưa đến nhà trẻ trường học hoặc nơi đông người trong thời gian bị bệnh.

Bệnh đau mắt đỏ có thể lây qua các giao tiếp thông thường, vì thế không nên dùng chung đồ vật, tránh tiếp xúc gần hoặc nói chuyện đối diện với người bệnh. Nên giữ vệ sinh nơi ở sạch sẽ, rửa tay với xà phòng nhiều lần trong ngày. Bệnh nhân nên đeo kính râm và nhỏ dung dịch nước muối đẳng trương (NaCl 0,9%) hoặc nước mắt nhân tạo. Có thể dùng thuốc nhỏ kháng sinh ngừa bội nhiễm vi trùng. Chườm lạnh sẽ giúp giảm sưng và mang lại cảm giác dễ chịu. Dùng bông gòn sạch lau khô. Giữ gìn vệ sinh cá nhân. Rửa tay với xà phòng sát khuẩn thường xuyên giúp tránh lây lan.

## Dịch tễ học
Tại Việt Nam đau mắt đỏ là một dịch bệnh định kỳ phát sinh khi giao mùa và lây lan nhanh trên diện rộng ở nhiều tỉnh thành tại Việt Nam, những ghi nhận cho thấy, dịch đau mắt đỏ xuất hiện và vẫn diễn biến phức tạp, đặc biệt là một đợt bùng phát trên diện rộng ở phạm vi cả nước vào năm 2013. Bệnh đau mắt đỏ đang có tốc độ lây lan khá nhanh ở cả miền Bắc và miền Nam và được coi là một đợt dịch chưa từng thấy. Khiến cho người dân hoang mang và cuộc sống xáo trộn, học sinh được khuyến cáo nghỉ học, ngoài ra việc gia tăng các ca bệnh khiến dư luận dấy lên nghi ngờ về khả năng cung ứng các loại thuốc phòng trị bệnh đau mắt đỏ của Việt Nam cho người dân nước này điều này dẫn đến nhiều cửa hàng thuốc tây có biểu hiện tăng giá, thông báo cháy hàng.
Theo ghi nhận tại Miền Bắc, nhiều địa bàn ngoại thành Hà Nội ghi nhận sự bùng phát của dịch này, nhiều học sinh phải nghỉ học, nhiều người phải nghỉ làm để tránh lây lan cho cộng đồng Có khoảng 1.500-2.000 lượt bệnh nhân tại viện mắt Trung ương Hà Nội. tại Nghệ An cũng đã có báo cáo về việc bùng phát dịch đau mắt đỏ, một ghi nhận cho biết, chưa bao giờ dịch đau mắt đỏ lan nhanh như thời điểm năm 2013, khoảng gần một tháng bình quân mỗi ngày bệnh viện đón nhận từ 50 đến 60 ca đau mắt đỏ.
Tại Cần Thơ có báo cáo về việc dịch đau mắt đỏ đang có nguy cơ lây lan rất nhanh. Bệnh viện Mắt - Răng Hàm Mặt Cần Thơ tiếp nhận khoảng 100 bệnh nhân đau mắt đỏ mỗi ngày, khoa Mắt bệnh viện Nhi đồng Cần Thơ cũng tiếp nhận 80-100 trẻ đến khám và điều trị bệnh đau mắt đỏ. Còn ở khoa mắt bệnh viện Đa khoa Trung ương Cần Thơ, lượng bệnh nhân đau mắt đỏ đến điều trị tăng từ 5 người lên hơn 20 người tới khám mỗi ngày trong hơn 20 ngày của tháng 9 năm 2013.
Tại Thành phố Hồ Chí Minh, số ca bệnh nhân nhiễm đau mắt đỏ tăng đột biến đặc biệt trong thời điểm cuối hè sang thu. Theo thống kê tại bệnh viện Mắt trung bình 2 tuần có khoảng 2.000 lượt bệnh nhân đến khám, dịch bệnh đau mắt đỏ không những không thuyên giảm mà ngày càng lan rộng mạnh hơn khiến nhiều người lo lắng. 
Tại Đồng Nai, trong 20 ngày đầu tháng 9, toàn tỉnh có trên 10 ngàn ca đau mắt đỏ. Các địa bàn, như: Biên Hòa, Long Khánh và các huyện Vĩnh Cửu, Trảng Bom có số ca mắc bệnh đau mắt đỏ khá cao.
Tại Bình Phước có báo cáo về bệnh đau mắt đỏ bùng phát trên toàn địa bàn tỉnh Bình Phước do tình hình mưa nhiều, ẩm thấp, bệnh đau mắt đỏ đã xuất hiện ở hầu hết 10 huyện, thị xã của tỉnh. Chưa có năm nào như năm 2013, bệnh đau mắt đỏ bùng phát dữ dội, rồi lây nhanh, làm ngành y tế không kịp trở tay và không lường trước được một thống kê cho thấy, toàn huyện hiện có 45 giáo viên và 250 học sinh thuộc khối trung học cơ sở, 40 giáo viên và 600 học sinh của khối tiểu học, 30 giáo viên và 400 học sinh của khối mầm non bị bệnh, toàn tỉnh hiện có 70% học sinh của năm học 2013-2014 bị bệnh đau mắt đỏ, trong đó bị nhiều nhất là học sinh mầm non, rồi đến tiểu học và trung học cơ sở. Ngoài ra, tại cộng đồng dân cư sống trên địa bàn tỉnh cũng có khoảng 30% số dân bị bệnh đau mắt đỏ.